# Jimmy Clitheroe
Jimmy Clitheroe (24 de diciembre de 1921 – 6 de junio de 1973), también conocido como The Clitheroe Kid, fue un actor y humorista británico, cuya carrera se extendió a lo largo de cinco décadas y cuyo rasgo distintivo era su baja estatura, que le daba aspecto de muchacho.

## Resumen biográfico
Su verdadero nombre era James Robinson Clitheroe, y nació en Clitheroe, Inglaterra, aunque se crio en Blacko, cerca de Nelson, Lancashire. Era el hijo de James Robert Clitheroe y de Emma Pye, casados en 1918. 
Dio sus primeros pasos como artista en las variedades y en el teatro, pero más adelante trabajó haciendo grabaciones, cine, pantomimas, radio y, finalmente, televisión. Es sobre todo conocido por su programa radiofónico de larga trayectoria en la BBC The Clitheroe Kid.
Nunca se casó, y vivió junto a su madre en Blackpool, donde falleció en 1973 el día del funeral de ella a causa de una sobredosis accidental de píldoras para dormir. Tenía 51 años de edad. El funeral de Clitheroe tuvo lugar en el Crematorio Carleton, en Blackpool.